# هارولد استامپر

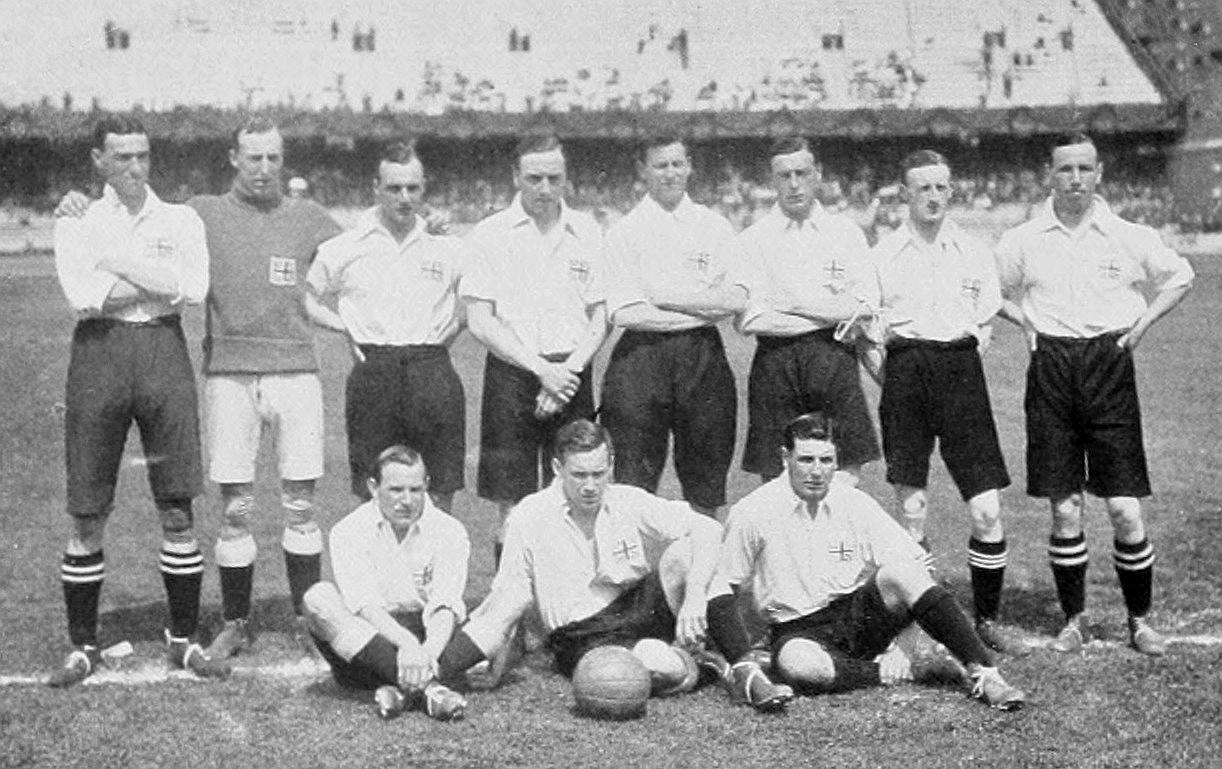
تیم ملی فوتبال بریتانیا در المپیک تابستانی ۱۹۱۲

هارولد استامپر (انگلیسی: Harold Stamper؛ ۶ اکتبر ۱۸۸۹ – ۱۹۳۹-۰۱) یک بازیکن فوتبال اهل بریتانیا بود.